# Tom Clancy's Rainbow Six Siege
Tom Clancy's Rainbow Six Siege är ett taktiskt skjutarspel som är utvecklat av Ubisoft Montreal och publicerat av Ubisoft. Spelet släpptes den 1 december 2015, för Microsoft Windows, Playstation 4 och Xbox One. Spelet lägger stor vikt vid att man ska kunna förstöra miljön man befinner sig i samt samarbete mellan spelare. Spelare tar kontroll över en attackerare eller en försvarare i olika spellägen, till exempel rädda gisslan och desarmera bomber. Titeln har ingen kampanj men har en rad korta uppdrag som kan spelas solo.
Detta är det elfte spelet i Tom Clancy's Rainbow Six-serien och efterträdaren till Tom Clancy's Rainbow 6: Patriots, ett taktiskt skjutarspel som hade större fokus på berättelsen. Patriots var dock en skandal och man tvingades avbryta utvecklingen av spelet på grund av dess tekniska brister, och spelutvecklarna valde då att starta om franchisen. Spelutvecklarna hos Ubisoft Montreal utvärderade då kärnan i Rainbow Six-franchisen och ville då att spelarna skulle få utmana de främsta terroristorganisationerna runt om i världen. För att skapa autentiska situationer konsulterade teamet faktiska anti-terroristenheter och tittade på verkliga platser som sedan togs in i spelet. Miljöförstöringen är möjlig tack vare en AnvilNext 2.0-spelmotor och man använder även Ubisoft RealBlast-teknologin för detta.
Spelutvecklarna gick  ut med att det skulle komma en efterföljare till Tom Clancy's Rainbow 6: Patriots på Electronic Entertainment Expo 2014, där spelet fick fyra nomineringar från Game Critics Awards för Best of Show. Spelet fick generellt ett positivt mottagande från kritikerna, och särskilt beröm riktades till spelets multiplayer som fokuserade på taktik. Spelet kritiserades dock för sitt progessionssystem och dess brist på innehåll. Den inledande försäljningen var svag, men antalet spelare fördubblades då Ubisoft senare släppte flera uppdateringar med gratis nedladdningsbart innehåll, som då var utvecklat tillsammans med Blue Byte. Företaget samarbetade också med ESL för att göra Siege till ett E-sport-turneringsspel. Två år efter spelets första lansering hade spelet 25 miljoner registrerade spelare.

## Spelupplägg
Tom Clancy's Rainbow Six Siege är ett förstapersonsskjutspel, där spelarna kontrollerar en så kallad operatör (engelska: operator) från lag Rainbow. Spelaren kan välja mellan olika operatörer som har olika nationaliteter, vapen och förmågor. Spelet har en asymmetrisk struktur där lagen inte alltid balanseras i operatörernas förmågor, det vill säga att lagen balanseras om ens operatörer har en samarbetsförmåga i spelet. I spelet finns det flera enheter att välja mellan och i varje enhet finns det fyra operatörer. I spelets början fanns det FBI Hostage Rescue Team, British SAS, German GSG-9, Russian Spetsnaz och French GIGN men sedan dess har Ubisoft släppt gratis innehåll som inkluderar fler enheter. Dessutom har man en möjlighet att välja "rekryt" vilket är en operatör som har en mer flexibel vapenarsenal men inte har en speciell förmåga. Spelare väljer en operatör från vilken enhet som helst innan en runda startar och kan inte byta operatör under en runda. I spelet finns det en butik som gör det möjligt för spelarna att köpa operatörer genom spelvalutan "Renown", som tjänas i slutet av matcher baserat på hur man presterat i spelet. Renown-intäkterna påverkas av vilket spelläge man spelar, där ranked (spelläge med ett betygssystem där man går upp eller ner i rank, mer tävlingsinriktat) erbjuder den största renown-multiplikatorn per match. Renown kan också påverkas av att man köper tillägget "boosters" som ger spelaren en 100 % ökning av all renown man tjänar inom 24 timmar (realtid och inte speltid). 
I ranked, när en runda börjar, väljer det attackerande laget en av flera startpunkter för att starta sin attack. Anfallarna får då kontroll över små drönare på hjul för att rekognoscera  banan på jakt efter fiendens operatörer och mål, medan försvararna kan använda säkerhetskamreror för att upptäcka attackerarna. Banorna i spelet är utformade för att uppmuntra till närstrider, och när man väl har dött måste man vänta till nästa runda för att spela igen. Försvarare kan barrikadera dörrar och förstärka väggarna för att göra dem oförstörbara om det attackerande laget inte har en lämplig operatör. Spelare som dödas av motståndare kan komma in i "Support Mode", vilket gör det möjligt för dem att få tillgång till drönare och säkerhetskameror så att de kan fortsätta att bidra till sitt lag genom att informera dem om var motståndaren befinner sig och vad de gör. Rundorna pågår oftast i bara några minuter. Lagarbete och samarbete uppmuntras i Siege, och spelarna måste utnyttja sina olika förmågor för att klara målet och besegra fiendens lag. Kommunikation mellan spelare uppmuntras också. Spelet har också ett åskådarläge vilket gör det möjligt för spelare att observera en match från olika vinklar.

### Spellägen
Vid lanseringen hade spelet 11 banor och 5 spellägen. Med det gratis nedladdningsbara innehållet (DLC) har ytterligare fyra banor lagts till i säsong ett och den första banan från säsong två - det är för närvarande 16 banor med två fler planerade att släppas i januari 2018. Spellägena som finns i spelet är:
- Hostage som finns i multiplayer, där det attackerande laget måste rädda en gisslan från det försvarande laget, medan det försvarande laget måste stoppa gisslan från att bli räddad. Ett sekundärt sätt att vinna kan ara om det attackerande eller försvarande laget av misstag skadar gisslan så att gisslan börjar blöda, om det andra laget kan förhindra att gisslan då "återupplivas" och gisslan då dör, så vinner de rundan.[12]
- Bomb som finns i multiplayer, ska det attackerande laget lokalisera och desarmera en av två bomber. Försvararna måste stoppa attackerna genom att döda dem alla eller se till så att attackerarna inte hinner desarmera bomben innan tiden är ute. Om alla attackerare är döda efter att desarmeringen är påbörjad, så måste försvararna förstöra desarmerings-kittet för att vinna den rundan.[13]
- Secure Area som finns i multiplayer, ska det försvarande laget skydda ett rum med en giftig behållare, medan det attackerande laget måste ta sig in i rummet. Matchen slutar när alla spelare från ett lag är döda eller att den giftiga behållaren är säkrad av det attackerande laget när det försvarande laget inte befinner sig rummet.[14]
- Terrorist Hunt är ett spelläge man spelar solo eller multiplayer med upp till fem spelare. Spelare tar rollen som antingen attackerare eller försvarare och måste kämpa emot vågor av fiender som styrs av artificiell intelligens.
- Situations är ett spelläge som endast kan spelas solo, med 11 scenarion som fungerar som en introduktion till spelets alla spellägen och vapen.[15]
- Tactical Realism är en variation av tidigare nämnda multiplayer-lägena, och lades till i spelet när Operation Skull Rain DLC. släpptes. Spelläget har en tyngre tonvikt på realism och lagarbete, och därför har man tagit bort de flesta funktioner som finns på heads-up-displayen (HUD), förmågan att markera motståndaren och förmågan att se lagkamratens kontur genom väggar, samtidigt som det finns ett realistiskt "ammo management system".[16]

## Bakgrund
Tre år efter Rainbow Programmets inaktivering uppstår terroristaktivitet, med "den vita masken" som den mest framträdande. Terroristernas mål är okänt, men de orsakar kaos över hela världen. För att motverka detta stigande hot återaktiveras programmet av en ny ledare som helt enkelt kallas Six (uttryck av Angela Bassett). Six sammanställer en grupp specialstyrkor som arbetar från olika länder för att möta och bekämpa "de vita maskerna". Rekryterna går igenom flera övningar för att förbereda dem för framtida möten med "de vita maskerna", träning för att utföra gisslanräddning och bombavhämtning. Historien slutar med att Six bekräftar att reaktiveringen av Team Rainbow är det bästa och enda valet i en tid fylld av hot och osäkerheter. Team Rainbow är redo för sitt nästa uppdrag - att jaga deras fiendens ledare - och de står beredda att skydda och försvara sin nation från terrorister.

## Utveckling

### Uppkomst
Spelets föregångare var Tom Clancy's Rainbow 6: Patriots, en taktisk skjutarspel som annonserades första gången 2011. Den fokuserade på berättelsen, och berättarkampanjen innehåller många skärmbilder. Strax efter att man annonserade ut att spelet skulle släppas så började allt gå nedåt. Spelet hade en föråldrad spelmotor och frekventa förändringar i ledarskapet hos Ubisoft Montreal ledde till att utvecklingen av spelet hindrades, och dessutom var spelkvalitén inte upp till standard. Ubisoft planerade att släppa spelet på sjunde generationens videospelskonsoler men dessa kunde inte bearbeta viss spelmekanik som fanns i spelet. Med ankomsten av en ny generation av konsoler ville laget på Ubisoft Montreal utnyttja denna möjlighet för att skapa ett mer tekniskt avancerat spel. Som ett resultat beslutade Ubisoft att avbryta utvecklingen av Rainbow Six Siege: Patriots och samlade ihop ett nytt lag på 25 personer för att komma med idéer för att starta om serien Rainbow Six.

### Speldesign
Laget bakom spelet bestod av 150 personer som var förstapersonsskjutare veteraner och fans av Rainbow Six. I och med att man hade förkunskaper i hur denna typen av spel fungerar trodde man att processen skulle bli enkel, men man valde ändå för att studera historiska exempel på terrorbekämpning, däribland Londons iranska ambassad 1980, 1997 Lufthansa Flight 181, och 2002 års teaterkrig i Moskva för att se till att uppdragen på spelet är korrekta och lämpliga. Teamet samrådde med anti-terrorismenheter, såsom GIGN, för deras åsikter om hur de hade reagerat under en räddningssituation med gisslan. Enligt Xavier Marquis hjälpte spelets kreativa regissör med ett gisslanräddningsuppdrag i spelet för att skapa en fördjupad historia. Genom att tillåta spelare att ta kontroll över en operatör med uppgift att rädda oskyldiga, ger det spelaren ett mål och en prioritet. De måste vara noga med att hantera situationen och försöka sitt bästa för att inte skada gisslan. Detta främjar ytterligare samarbete mellan spelare och uppmanar dem att planera innan de attackerar, och därav blir spelet mer realistiskt, spänt och fördjupat. För att få spelet att kännas mer realistisk införde laget en mekanik som kallas för "levande gisslan" för att styra gisslankaraktärens beteende - t.ex. hostar om det finns damm i luften eller skyddar sig om det är en närliggande skottlossning.
Spelets grundpelare är, enligt Ubisoft, samarbete, taktik och spänning. Utvecklingslaget arbetade till en början med en funktion där man återuppstår när man dör, vilket tillåter spelare att komma tillbaka in i spelet samma runda man dött. Idén lades snart på is då när man testade spelet internt såg man att det endast var några enstaka i utvecklingslaget som alltid vann. Slutsatsen de drog var att en funktion att återuppstå endast gynnar de bästa spelarna och därav hamnar individuell skicklighet över samarbete, vilket spelutvecklarna inte gillade. Ta bort funktionen att återuppstå betyder att man tar färre risker och att man litar mer på sina lagkamrater för att överleva. Enligt Chris Lee, spelets designer, så var man oroliga att det nya systemet där man inte kan återuppstå endast skulle vara intressant för hardcore spelare. Dock, efter flera tester, fann man att det istället gynnade både de starka och svaga spelarna - då de starkaste spelarna fick nya utmaningar och tvingande de till att samarbeta - medan de mer svaga spelarna som tog mer tid på sig, planerade vad de skulle göra härnäst och vara strategisk också gynnades.
Flera funktioner som från en början fanns i spelet togs bort innan man släppte spelet. Spelare kan till exempel inte hoppa i spelet, då verkliga anti-terroristenheter inte hoppar när de utför sina uppdrag.

### Ljuddesign
Louis Philippe, spelets ljuddirektör, sa att man till en början använde intensiv musik för att skapa spänning. Senare i en uppdatering av spelet tog man bort detta, då man förstod att det var mycket mer spänt om man kunde höra fotstegen av de andra spelarna. Utvecklingslaget skapade Navigation Sounds, där ljudet från spelare beror på operatörens vikt, rustning och hastighet samt om operatören ligger, sitter eller står rakt upp när den rör sig. Förmågor som placeras, såsom att man barrikaderar en dörr eller spränger upp en vägg låter högre ju närmre man är. Paul Haslinger är kompositör till musiken i spelet och han har även arbetat med tidigare Rainbow Six-spel och Far Cry-serien. Ben Frost hjälpte också till med kompositionen och debuterade med hans första spelmusik i Siege. Leon Purviance assisterade Frost och Haslinger i att skapa musiken. 